# Ponshewaing
Ponshewaing es un lugar designado por el censo ubicado en el condado de Emmet en el estado estadounidense de Míchigan. En el Censo de 2010 tenía una población de 69 habitantes y una densidad poblacional de 302,74 personas por km².

## Geografía
Ponshewaing se encuentra ubicado en las coordenadas 45°25′15″N 84°48′21″O / 45.42083, -84.80583. Según la Oficina del Censo de los Estados Unidos, Ponshewaing tiene una superficie total de 0.23 km², de la cual 0.23 km² corresponden a tierra firme y (0%) 0 km² es agua.

## Demografía
Según el censo de 2010, había 69 personas residiendo en Ponshewaing. La densidad de población era de 302,74 hab./km². De los 69 habitantes, Ponshewaing estaba compuesto por el 98.55% blancos, el 0% eran afroamericanos, el 0% eran amerindios, el 1.45% eran asiáticos, el 0% eran isleños del Pacífico, el 0% eran de otras razas y el 0% pertenecían a dos o más razas. Del total de la población el 1.45% eran hispanos o latinos de cualquier raza.